# Herpetogramma pseudomagna
Herpetogramma pseudomagna là một loài bướm đêm trong họ Crambidae.